# Dodge Neon
O Neon é um sedã médio da Chrysler. Em alguns mercados, é vendido com a marca Dodge ou Plymouth. Hoje ainda é vendido com o nome de Dodge Neon. Foi importado para o Brasil pela Chrysler, durante um período muito curto, na sua primeira geração entre 1995 e 2000.

## Galeria
- Primeira geração (1995—1999)
- Segunda geração (2000—2005)
- Terceira geração (2016—2021)